# 深堀恵美子
深堀 恵美子（ふかぼり えみこ、1960年6月30日 - ）は、元日本テレビアナウンサー。
神奈川県横浜市出身。上智大学文学部新聞学科を卒業した。身長151cm。血液型はB型。趣味、特技はショッピング、スキューバーダイビング、国連英語検定A級。

## 略歴
小学生の頃からバレエ、ピアノ、油絵を習う。大学生時代はアルバイトで『NHKニュースワイド』のリポーターをしていたことがあった。
1983年4月、日本テレビに入社した（同期には木村優子）。キャスター、リポーターとして『ズームイン!!朝!』『NNNニュースプラス1』『THE・サンデー』などに出演した。1990年4月にアナウンス部を離れ、国際局海外番組部に異動した。プロデューサーを務めた海外向けドキュメンタリー番組の『ベトちゃん、ドクちゃん』でNHK日本賞特別賞を受賞した。
広報局番組宣伝部を経て、1995年に日本テレビを退社した。日本テレビを退社後はシンポジウムの司会を務める。

## 出演番組
- ズームイン!!朝!
- 徳光和夫のTVフォーラム
- NNNニュースプラス1（1988年4月 - 12月）
- THE・サンデー
- 笑点（花のアナウンサー大喜利・DVD-BOXに収録）
- 第1回全国高等学校クイズ選手権（1983年）